# New Douglas Park
New Douglas Park – stadion piłkarski, położony w szkockim mieście Hamilton, Wielka Brytania. Oddany został do użytku w 2001 roku. Od tego czasu swoje mecze na tym obiekcie rozgrywa zespół Hamilton Academical F.C. Jego pojemność wynosi 6 000 miejsc.